# کریستین پروتو
کریستین پروتو (انگلیسی: Christian Prouteau؛ زادهٔ ۷ آوریل ۱۹۴۴) فرمانده نظامی در ژاندارمری فرانسه است.